# Text Matters: A Journal of Literature, Theory and Culture
Text Matters: A Journal of Literature, Theory and Culture – rocznik wydawany od 2011 roku w Łodzi. Wydawcą jest  UŁ. Publikuje prace z zakresu literatur anglojęzycznych. Jego twórczynią i pierwszym redaktorem naczelnym była Dorota Filipczak, od 2021 r. funkcję tę pełnią wspólnie Agata Handley i Małgorzata Myk.

## O czasopiśmie
Text Matters: A Journal of Literature, Theory and Culture jest międzynarodowym, interdyscyplinarnym czasopismem naukowym Uniwersytetu Łódzkiego zaangażowanym we współczesną debatę na polu szeroko pojętej humanistyki. W wersji elektronicznej pismo udostępniane jest przez Wydawnictwo De Gruyter w otwartym dostępie.
Najważniejszym celem czasopisma jest aktywna kooperacja badawcza między środowiskami naukowymi, a w konsekwencji stworzenie przestrzeni do dzielenia się wiedzą i kreowanie forum dialogu naukowców. W ujęciu ogólnym głównymi obszarami tematycznymi czasopisma naukowego Text Matters są literaturoznawstwo i kulturoznawstwo, a także teoria literatury, studia gender, historia, filozofia  oraz religioznawstwo.

## Rada Naukowa
- Laurie Anderson Sathe (St. Catherine University, St. Paul/Minneapolis(inne języki), Minnesota, USA)
- Mieke Bal (Uniwersytet Amsterdamski, Holandia)
- Liam Gearon (Uniwersytet Oksfordzki Wielka Brytania)
- Jerzy Jarniewicz (Uniwersytet Łódzki, Polska)
- Alison Jasper (Uniwersytet w Stirling, Wielka Brytania)
- Jan Jędrzejewski (University of Ulster, Wielka Brytania)
- Rod Mengham (Uniwersytet w Cambridge, Wielka Brytania)
- Stephen Muecke (Flinders University, Adelaide, Australia)
- Rukmini Bhaya Nair (Indian Institute of Technology(inne języki), Delhi, Indie)
- Agnieszka Salska (Uniwersytet Łódzki, Polska)
- Agnieszka Soltysik Monnet (Uniwersytet w Lozannie, Switzerland)
- Aritha van Herk (Uniwersytet w Calgary, Alberta, Kanada)
- Andrzej Wicher (Uniwersytet Łódzki, Polska)

## Bazy
- Arianta
- Baidu Scholar
- BazHum
- CEJSH (The Central European Journal of Social Sciences and Humanities)
- Celdes
- Clarivate Analytics – Emerging Sources Citation Index
- Clarivate Analytics – Web of Science
- CNKI Scholar (China National Knowledge Infrastructure)
- CNPIEC
- EBSCO (relevant databases)
- EBSCO Discovery Service
- Elsevier – SCOPUS
- ERIH PLUS (European Reference Index for the Humanities and Social Sciences)
- Google Scholar
- Index Copernicus
- International Philosophical Bibliography – Répertoire bibliographique de la philosophie
- J-Gate
- JournalTOCs
- KESLI-NDSL (Korean National Discovery for Science Leaders)
- MLA International Bibliography
- Naviga (Softweco)
- Philosophy Documentation Center – Philosophy Research Index
- PhilPapers
- POL-index
- Primo Central (ExLibris)
- ProQuest (relevant databases)
- Publons
- ReadCube
- ResearchGate
- SCImago (SJR)
- Sherpa/RoMEO
- Summon (Serials Solutions/ProQuest)
- TDNet
- Ulrich’s Periodicals Directory/ulrichsweb
- WanFang Data
- WorldCat (OCLC)